# Allanit
Allanit (auch Orthit) ist die Sammelbezeichnung für ein nicht näher bestimmtes Mineral einer Mischkristallreihe mit den von der International Mineralogical Association (IMA) anerkannten Endgliedern

Allanit-(Ce), Allanit-(La), Allanit-(Nd) und Allanit-(Y) aus der Mineralklasse der „Silikate und Germanate“. Strukturell gehören die Allanite zu den Gruppensilikaten (Sorosilikaten).
Alle Mitglieder der Allanit-Serie kristallisieren im monoklinen Kristallsystem mit folgender, idealisierter chemischer Zusammensetzung:
- Allanit-(Ce) – CaCe(Al2Fe2+)[O|OH|SiO4|Si2O7]
- Allanit-(La) – CaLa(Al2Fe2+)[O|OH|SiO4|Si2O7]
- Allanit-(Nd) – CaNd(Al2Fe2+)[O|OH|SiO4|Si2O7]
- Allanit-(Y) – CaY(Al2Fe2+)[O|OH|SiO4|Si2O7]

Aufgrund der Mischkristallbildung können sich die als Seltene Erden bekannten Metalle Cer (Ce), Lanthan (La), Neodym (Nd) und Yttrium (Y) in der Formel jeweils gegenseitig vertreten (Substitution, Diadochie), stehen jedoch immer im selben Mengenverhältnis zu den anderen Bestandteilen des Minerals. Die Mischkristallformel wird daher teilweise mit CaSEE(Al2Fe2+)[O|OH|SiO4|Si2O7] (englisch CaREE...) angegeben. Auch wenn diese Schreibweise häufig anzutreffen ist, so sollte die exakte Schreibweise (Ca,La,Nd,Y)(Al2Fe2+)[O|OH|SiO4|Si2O7] vorgezogen werden, da ansonsten eine Verwechselung mit dem chemischen Symbol S für Schwefel möglich ist.
Allanit entwickelt meist dicktafelige Kristalle, kommt aber auch in Form körniger bis massiger Mineral-Aggregate von grauer, brauner oder schwarzer Farbe vor.

## Etymologie und Geschichte
Erstmals entdeckt wurde das Mineral von Carl Ludwig Giesecke (1761–1833) in Grönland. Er schickte seine Mineralproben zur Analyse nach Kopenhagen, allerdings wurde das Schiff von den Engländern gekapert und die gesamte Fracht in Schottland verkauft. Die Mineralproben konnte der schottische Mineraloge Thomas Allan (1777–1833) erwerben, der die grönländische Herkunft anhand der ebenfalls enthaltenen Kryolithproben erkannte. Einige der Proben schickte Allan zur Analyse an Thomas Thomson, der das neu entdeckte Mineral als Allanit bezeichnete.

Die von Jöns Jakob Berzelius 1818 gewählte Bezeichnung Orthit aufgrund der meist rechtwinkligen, gestreckten Formen der Kristalle setzte sich dagegen nicht durch und gilt heute als Synonym von Allanit.
Als Typlokalität für die Einzelminerale gilt beim
- Allanit-(Ce) der Ort (ehemals Allanit) Qeqertarsuatsiaq auf der Insel Aluk im Prins Christian Sund in Grönland
- Allanit-(La) die Antimongrube „Buca della Vena“ in der Gemeinde Stazzema am Westhang der Apuanischen Alpen in der italienischen Provinz Lucca (Toskana)
- Allanit-(Nd) der Pegmatitkomplex im Steinbruch Åskagen bei Filipstad in der schwedischen Provinz Värmlands län

Für Allanit-(Y) gibt es keine Typlokalität, da dieses Endglied der Allanit-Mischreihe zwar im Zuge der Neuordnung der Nomenklatur der Selten-Erd-Minerale 1966 durch Alfred Abraham Levinson umbenannt, jedoch bisher nicht eigenständig beschrieben wurde.
Das Typmaterial von Allanit-(Ce) wird in der Universität Kopenhagen in Dänemark (Katalog-Nr. 5, 6) und im Natural History Museum in London, England (Katalog-Nr. 94377) aufbewahrt.

## Klassifikation
Bereits in der mittlerweile veralteten, aber noch gebräuchlichen 8. Auflage der Mineralsystematik nach Strunz gehörten die Allanite zur Mineralklasse der „Silikate und Germanate“ und dort zur Abteilung der „Gruppensilikate (Sorosilikate)“, wo sie zusammen mit Dissakisit-(Ce), Dissakisit-(La), Dollaseit-(Ce), Epidot, Epidot-(Pb), Ferriallanit-(Ce), Gatelit-(Ce), Klinozoisit, Klinozoisit-(Sr), Khristovit-(Ce), Manganiandrosit-(Ce), Manganiandrosit-(La), Tweddillit, Mukhinit, Piemontit, Piemontit-(Sr), Uedait-(Ce), Vanadoandrosit-(Ce), Västmanlandit-(Ce) und Zoisit die „Epidotgruppe“ mit der System-Nr. VIII/C.23 bildeten.
Die seit 2001 gültige und von der International Mineralogical Association (IMA) verwendete 9. Auflage der Strunz'schen Mineralsystematik ordnet die Allanite ebenfalls in die Abteilung der „Gruppensilikate (Sorosilikate)“ ein. Diese ist allerdings weiter unterteilt nach der Struktur der Silikatgruppen und der Koordination der beteiligten Kationen, so dass die Minerale entsprechend ihrem Aufbau in der Unterabteilung der „Gruppensilikate mit gemischten SiO4- und Si2O7-Gruppen; Kationen in oktaedrischer [6]er- und größerer Koordination“ zu finden sind, wo sie zusammen mit Androsit-(La), Chromallanit-(REE), Chromoandrosit-(REE), Chromodissakisit-(REE), Dissakisit-(Ce), Dissakisit-(La), Ferriallanit-(Ce), Ferriandrosit-(REE), Ferridissakisit-(REE), Manganiandrosit-(Ce), Manganiandrosit-(La) (Rn), Manganidissakisit-(REE), Uedait-(Ce), Vanadoallanit-(REE), Vanadoandrosit-(Ce) und Vanadodissakisit-(REE) die neu definierte, unbenannte Gruppe mit der System-Nr. 9.BG.05b bilden.
Auch die vorwiegend im englischen Sprachraum gebräuchliche Systematik der Minerale nach Dana ordnet die Allanite in die Klasse der „Silikate und Germanate“, dort allerdings in die bereits feiner unterteilte Abteilung der „Gruppensilikate: Insulare, gemischte, einzelne und größere Tetraedergruppen“. Hier sind sie zusammen mit Epidot, Epidot-(Pb), Epidot-(Sr), Gatelit-(Ce), Klinozoisit, Klinozoisit-(Sr), Tweddillit, Mukhinit, Piemontit, Piemontit-(Sr) und Uedait-(Ce) in der „Epidotgruppe (Allanit-Untergruppe)“ mit der System-Nr. 58.02.01c innerhalb der Unterabteilung „Gruppensilikate: Insulare, gemischte, einzelne und größere Tetraedergruppen mit Kationen in [6] und höherer Koordination; Einzel- und Doppelgruppen (n=1,2)“ zu finden.

## Kristallstruktur
Alle Allanite kristallisieren im monoklinen Kristallsystem in der Raumgruppe P21/m (Raumgruppen-Nr. 11) mit folgenden Gitterparameter bei zwei Formeleinheiten pro Elementarzelle:
- Allanit-(Ce) – a = 8,93 Å; b = 5,76 Å; c = 10,15 Å und β = 114,8°[2]
- Allanit-(La) – a = 8,94 Å; b = 5,726 Å; c = 10,16 Å und β = 114,7°[2]
- Allanit-(Nd) – a = 8,8897 Å; b = 5,7308 Å; c = 10,1010 und β = 115,166°[7]
- Allanit-(Y) – a = 8,98 Å; b = 5,75 Å; c = 10,23 Å und β = 115°[8]

## Eigenschaften
Durch Substitution findet man zahlreiche weitere Elemente in Allanit wie beispielsweise Thorium, Mangan, Titan, Magnesium und dreiwertiges Eisen.
Das Mineral kann aufgrund der chemischen Ähnlichkeit von Uran und Thorium zu den Seltenen Erden bedeutende Mengen an diesen radioaktiven Stoffen in das Gitter einbauen und dadurch radioaktiv sein. Unter der Annahme eines Anteils von 5 % Uran/Thorium in Bezug auf die REE wird für das Mineral eine spezifische Aktivität zwischen 0,112 kBq/g und 0,613 kBq/g angegeben (zum Vergleich: natürliches Kalium 0,0312 kBq/g). Die Zerfallsreihen erzeugen ein Mehrfaches der Aktivität des Urans oder Thoriums. Der zitierte Wert kann je nach Mineralgehalt und Zusammensetzung der Stufen deutlich abweichen. Auch sind selektive An- oder Abreicherungen der radioaktiven Zerfallsprodukte möglich und ändern die Aktivität.
Aufgrund seiner natürlichen Radioaktivität sind Allanitkristalle meist metamikt (isotropisiert), das heißt die Kristallstruktur wurde durch die ionisierende Strahlung teilweise oder ganz zerstört. Das Mineral verliert dadurch mit der Zeit seine richtungsabhängigen, physikalischen Eigenschaften (Härte, Brechungsindex) und wird undurchsichtig schwarz.

## Modifikationen und Varietäten
Es gibt eine ganze Reihe mit Allanit verwandter Minerale. Dissakisit und Dollaseit sind Mg-Varianten, Ferriallanit enthält neben Fe2+ auch Fe3+, Oxyallanit Fe3+ und keine OH-Gruppe.

## Bildung und Fundorte

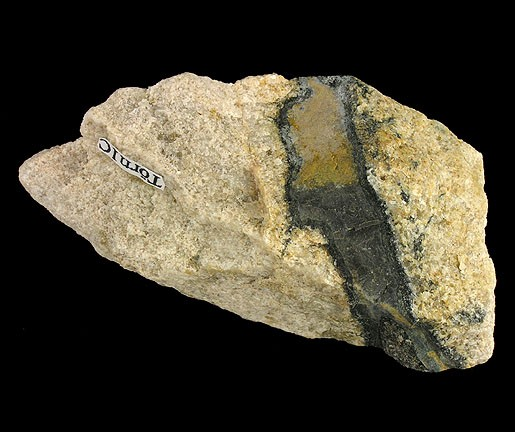
Allanit (schwarz) und Törnebohmit-(Ce) (graue Äderchen im Allanit) aus Jamestown im Boulder County, Colorado (Größe:v6,5 cm × 3,8 cm × 2,5 cm)

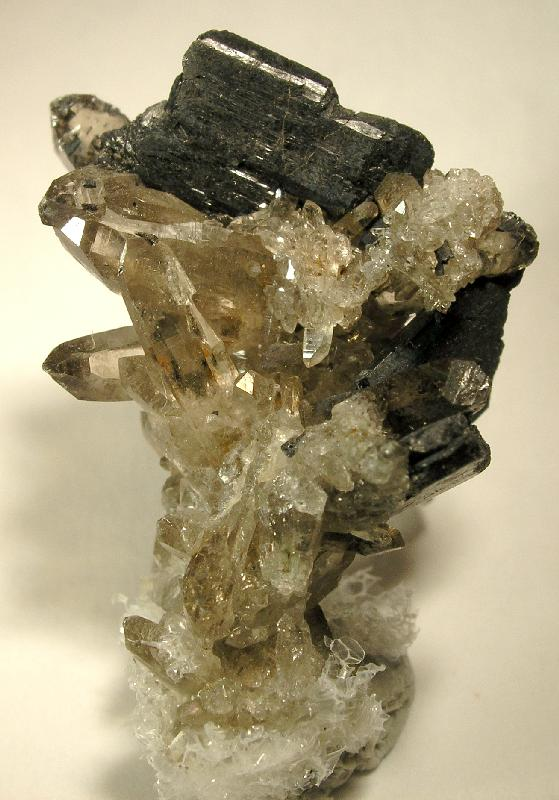
Allanit auf Quarz vom White Mountain, Lincoln County (New Mexico), USA (Größe: 2,7 cm × 1,8 cm × 1,7 cm)

Allanit ist ein häufiger akzessorischer Bestandteil in vielen magmatischen Gesteinen, insbesondere in Graniten, Granodioriten, Dioriten und Syeniten sowie deren Pegmatiten. Auch in Metamorphiten, deren Ausgangsgestein entsprechende Anteile an Seltenen Erden enthalten, ist Allanit von der Epizone (100–300 °C, geringer Druck) bis zur Katazone (über 700 °C, hoher Druck) anzutreffen. Außerdem tritt Allanit als hydrothermale Bildung auf. Als Begleitminerale können je nach Fundort unter anderem Epidot, Euxenit, Fluorit, Gadolinit, Monazit und Muskovit auftreten.
Als häufige Mineralbildungen sind Allanite im Allgemeinen an vielen Fundorten anzutreffen, wobei bisher insgesamt rund 1800 Fundorte bekannt sind (Stand 2014). Da diese Funde allerdings eher selten hinreichend präzise analysiert werden, sind Angaben zu den einzelnen Engliedern in Bezug auf die Anzahl der Fundorte entsprechend ungenau. Lediglich aufgrund der Tatsache, dass Cer zu den am häufigsten auftretenden Selten-Erd-Metallen gehört, ist auch die Anzahl der bekannten Fundorte für das Endglied Allanit-(Ce) mit etwas mehr als 600 entsprechend weit höher als die der anderen Endglieder (Allanite-(La) und -(Y) etwa 20 Fundorte; Allanit-(Nd) etwa 4 Fundorte).
Bekannt aufgrund außergewöhnlicher Allanitfunde ist unter anderem Bancroft in der kanadischen Provinz Ontario, wo körnige Aggregate von bis zu 70 Zentimeter Durchmesser entdeckt wurden.
In Deutschland kennt man das Mineral unter anderem von verschiedenen Orten im Schwarzwald; von mehreren Orten im Fränkischen Wald, im Spessart, im Bayerischen Wald und der Oberpfalz in Bayern; von vielen Orten im hessischen Odenwald; aus dem Okertal und dem Radautal in Niedersachsen; von einigen Orten rund um den Laacher See in der rheinland-pfälzischen Vulkaneifel; aus Petersberg in Sachsen-Anhalt; von einigen Orten im Erzgebirge und der Oberlausitz in Sachsen sowie aus Neumühle/Elster (Greiz) und Weitisberga in Thüringen.
In Österreich fand sich Allanit bisher unter anderem auf der Ankogelgruppe, der Koralpe und einigen weiteren Fundgebieten in Kärnten; an mehreren Orten im niederösterreichischen Waldviertel; im Nassfeldtal, im Hüttwinkltal und weiteren Gebieten in den Hohen Tauern in Salzburg; in der Umgebung von Freistadt und im Bezirk Rohrbach in Oberösterreich sowie in einer Magnetit-Prospektion bei Kleinwöllmiß (Gemeinde Sankt Martin am Wöllmißberg), bei Taschen in der Gemeinde Peggau und in Gesteinsproben, die beim Bau des Wald-Tunnels der Pyhrn Autobahn nahe der Gemeinde Wald am Schoberpaß in der Steiermark anfielen.
In der Schweiz konnte das Mineral unter anderem am Grimselpass im Kanton Bern; in verschiedenen Tälern im Kanton Graubünden, an vielen Orten im Val d’Anniviers und im Binntal sowie an einigen Fundpunkten in den Kantonen Tessin und Uri gefunden werden.
Weitere Fundorte liegen unter anderem in Afghanistan, Ägypten, Algerien, der Antarktis, Argentinien, Armenien, Australien, Bolivien, Brasilien, Bulgarien, China, Finnland, Frankreich, Griechenland, Grönland, Guyana, Indien, Indonesien, Iran, Irland, Italien, Japan, Kamerun, Kasachstan, Kenia, Korea, Madagaskar, Marokko, Mexiko, der Mongolei, Mosambik, Namibia, Neuseeland, Norwegen, Pakistan, Polen, Portugal, Rumänien, Russland, Schweden, der Slowakei, Somalia, Somaliland, Spanien, Südafrika, Eswatini, Taiwan, Tadschikistan, Tansania, Thailand, Tschechien, der Türkei, Ukraine, Ungarn, Usbekistan, den Vereinigten Arabischen Emiraten, im Vereinigten Königreich (England, Schottland, Wales) und in den Vereinigten Staaten von Amerika, Vietnam.

## Verwendung
Allanit stellt eine primäre Quelle für die Metalle der Seltenerd-Gruppe dar.